# HD 1237 b
HD 1237 b, of Gliese 3021 b, is een exoplaneet die om de dubbelster HD 1237 draait. De planeet ligt ongeveer 57 lichtjaar van ons vandaan in het sterrenbeeld Kleine Waterslang. De planeet staat gemiddeld op een afstand van 0,5 AE van zijn ster. Dat is ongeveer de helft van de afstand tussen de aarde en de zon. HD 1237 b heeft een hoge excentriciteit. De massa van de planeet wordt geschat op drie keer die van jupiter, maar omdat de inclinatie niet bekend is, kan de echte massa van de planeet veel hoger of lager zijn.